# Colocasia affinis
Colocasia affinis är en kallaväxtart som beskrevs av Heinrich Wilhelm Schott. Colocasia affinis ingår i släktet Colocasia och familjen kallaväxter. Inga underarter finns listade.